# Alloscirtetica escomeli
Alloscirtetica escomeli är en biart som först beskrevs av Cockerell 1926.  Alloscirtetica escomeli ingår i släktet Alloscirtetica och familjen långtungebin. Inga underarter finns listade i Catalogue of Life.